# Stemodia fruticulosa
Stemodia fruticulosa är en grobladsväxtart som beskrevs av N.N. Tsvelev. Stemodia fruticulosa ingår i släktet Stemodia och familjen grobladsväxter. Inga underarter finns listade i Catalogue of Life.